# Lista de cidades do Havaí

Estado do Havaí destacado em vermelho no mapa.

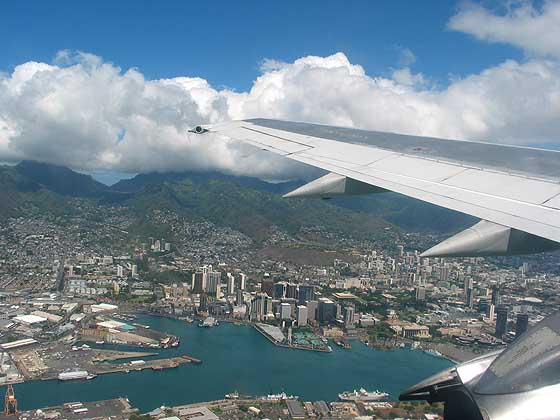
Vista aérea de Honolulu, capital e maior cidade do estado do Havaí.

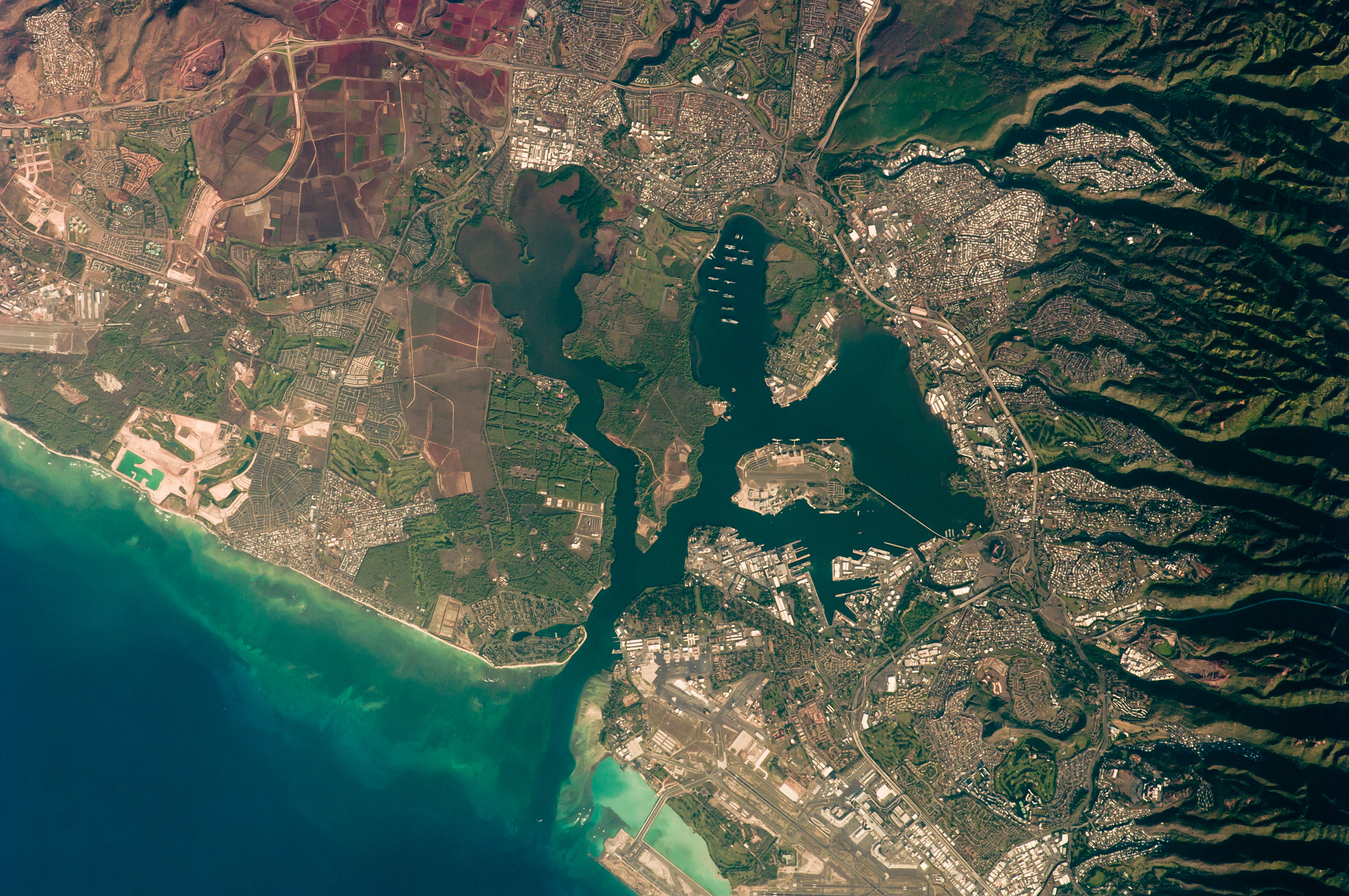
Imagem de satélite de Pearl City segunda maior cidade do Havaí.

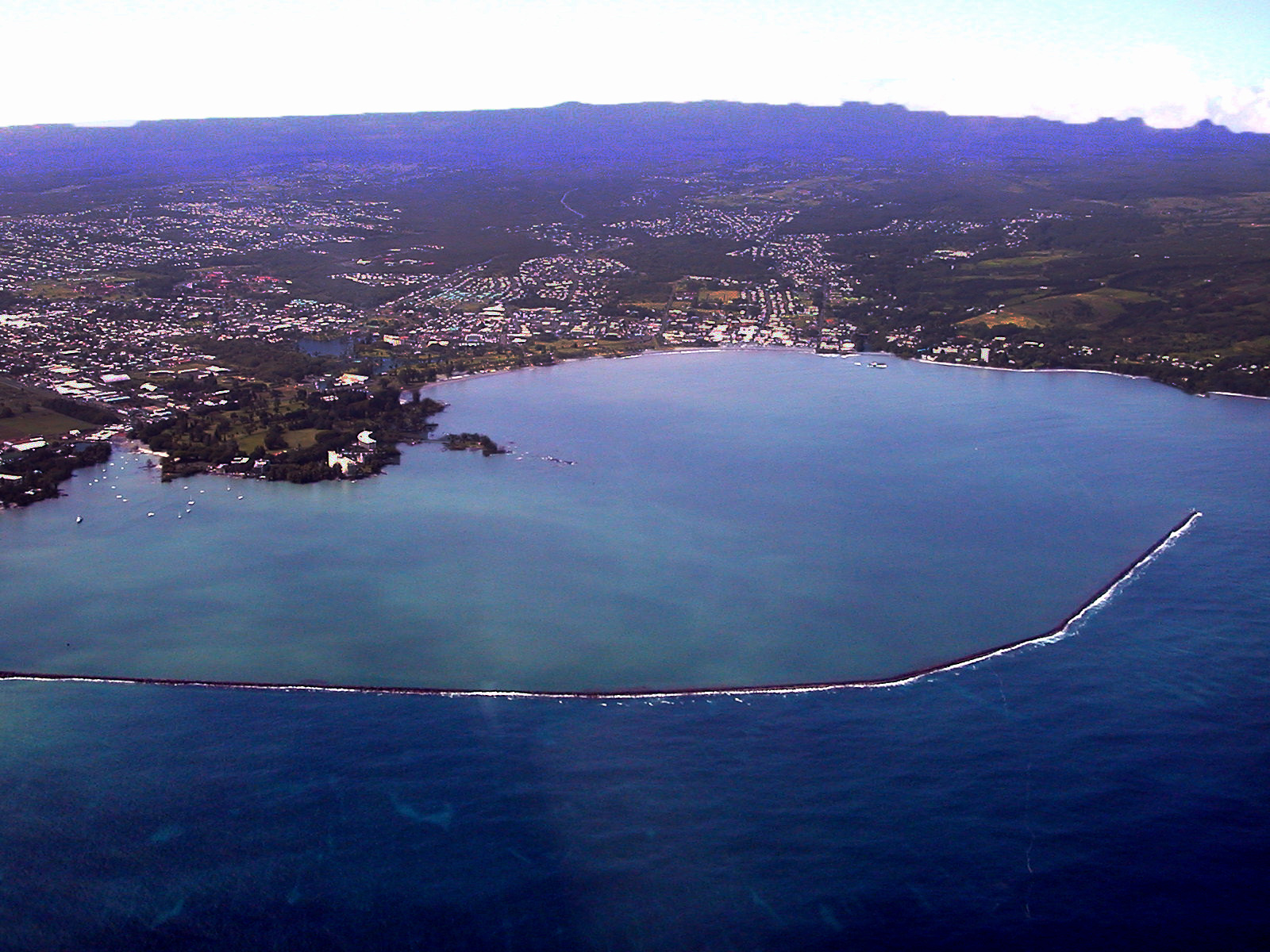
Vista da baía de Hilo, terceira maior cidade do Havaí.

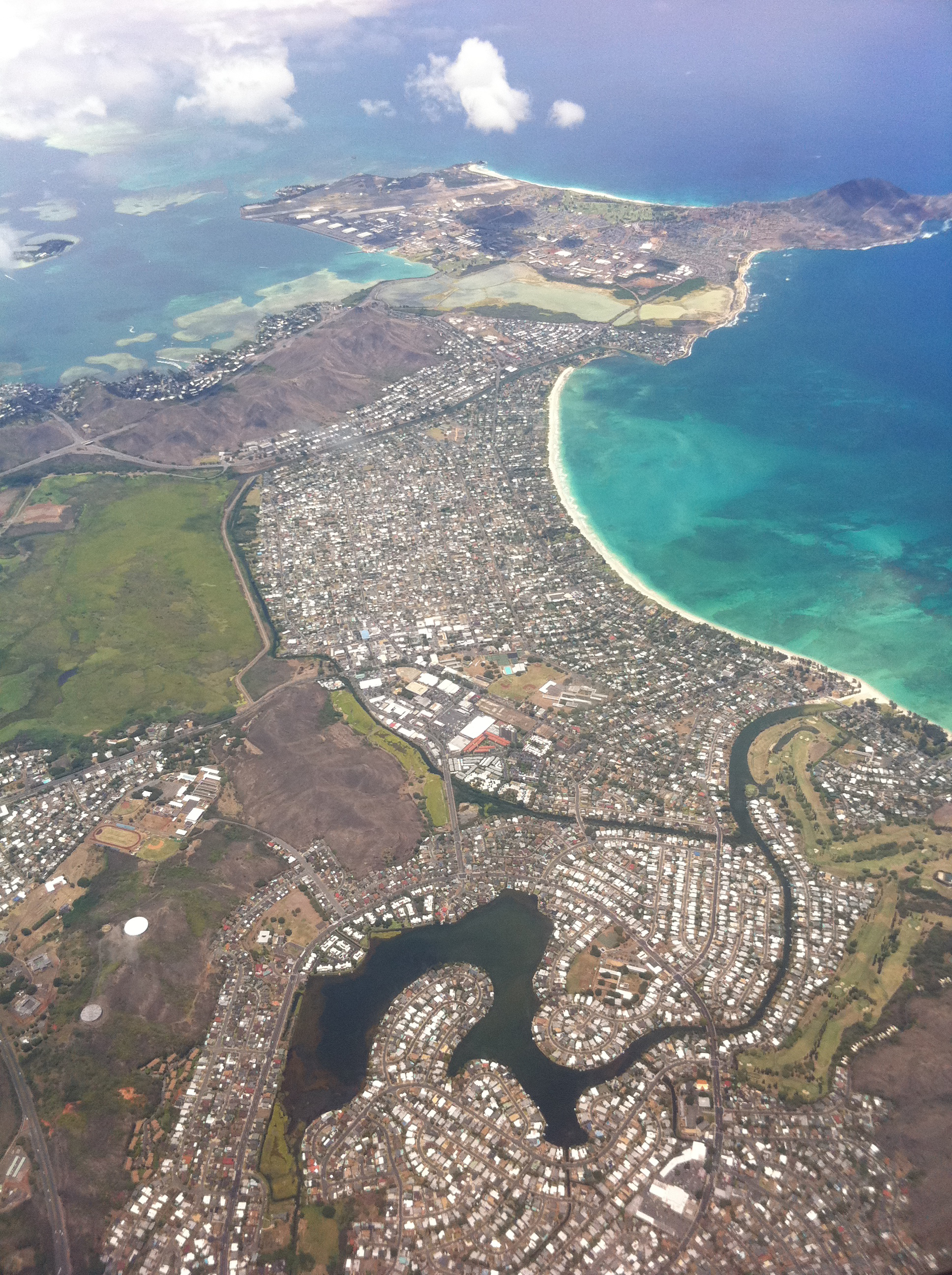
Vista aérea de Kailua, quarta cidade mais populosa do Havaí.

Esta é uma lista de cidades do Havaí. No estado americano do Havaí, não há cidades incorporadas separadamente. A cidade de Honolulu é uma cidade-condado, além de ser a capital e maior cidade do estado. De acordo com os dados populacionais do Censo de 2010, o Havaí é o 10º estado menos populoso com 1.360.301 habitantes, no entanto ele é o 8º menor em extensão territorial abrangendo 28.313 km².

## A
- Aiea
- Aina Haina
- Ainaloa
- Alakea
- Anachoomlu
- Anahola

## B
- Barbers Point Housing

## C
- Cape Smith
- Capehart
- Captain Cook

## E
- Eden Roc
- Eleele
- Ewa Beach
- Ewa Gentry
- Ewa Villages

## F
- Fern Acres
- Fern Forest
- Fort Island
- Fort Shafter

## H
- Haiku-Pauwela
- Halaula
- Halawa
- Haleiwa
- Haliimaile
- Hana
- Hanalei
- Hanamaulu
- Hanapepe
- Hauula
- Hawaiian Acres
- Hawaiian Beaches
- Hawaiian Ocean View
- Hawaiian Paradise Park
- Hawi
- Heeia
- Hickam Housing
- Hilo
- Holualoa
- Honalo
- Honaunau-Napoopoo
- Honokaa
- Honolulu
- Honomu

## I
- Iroquois Point

## K
- Kaaawa
- Kaanapali
- Kahaluu
- Kahaluu-Keauhou
- Kahului
- Kahuku
- Kailua
- Kaimuki
- Kakaako
- Kakaakou
- Kalaheo
- Kalaoa
- Kalihi
- Kalihiwai
- Kamuela
- Kaneohe
- Kaneohe Station
- Kaneohmcas
- Kapaa
- Kapaau
- Kapalua
- Kapolei
- Kaumakani
- Kaunakakai
- Kawaihae
- Kawailani
- Kawela Bay
- Keaau
- Keahi
- Kealakekua
- Keauhou
- Kekaha
- Kihei
- Kilauea
- Kohalapilau
- Koko Head
- Koloa
- Kona
- Kualapuu
- Kukuihaele
- Kula
- Kurtistown

## L
- Lahaina
- Laie
- Lanai City
- Laupahoehoe
- Lawai
- Leilani Estates
- Lihue
- Lualualei

## M
- Maalaea
- Maili
- Makaha
- Makaha Valley
- Makakilo City
- Makawao
- Manoa
- Maunaloa
- Maunawili
- Mililani Town
- Mililanimk
- Moanalua
- Mokapu
- Mokuleia
- Mountain View

## N
- Naalehu
- Nanakuli
- Nanawale Estates
- Napili-Honokowai

## O
- Omao
- Orchidlands Estates

## P
- Paauilo
- Pahala
- Pahoa
- Paia
- Pakala Village
- Papaikou
- Papakolea
- Paukaa
- Pearl City
- Pepeekeo
- Poipu
- Princeville
- Puako
- Puhi
- Pukalani
- Punahou
- Punaluu
- Pupukea
- Puukapu
- Puuloa

## R
- Royal Kunia

## S
- Schofield Barracks
- Soda Creek
- Sunset Beach

## T
- Tripler

## V
- Village Park
- Volcano

## W
- Wahiawa
- Waialua
- Waianae
- Waihee-Waiehu
- Waikane
- Waikoloa Village
- Wailea-Makena
- Wailua
- Wailua Homesteads
- Wailuku
- Waimalu
- Waimanalo
- Waimanalo Beach
- Waimea
- Wainaku
- Waipahu
- Waipio
- Waipio Acres
- Wheeler AFB
- Whitmore Village